# آرتور کارنل
آرتور کارنل (انگلیسی: Arthur Carnell; ۲۱ مارس ۱۸۶۲ – ۱۱ سپتامبر ۱۹۴۰) تیرانداز اهل بریتانیا بود.
وی در مسابقات کشوری و بین‌المللی در مجموع برندهٔ ۱ مدال طلا شده‌است.